# Aravaki

Aravaki so skupina avtohtonih ljudstev severne Južne Amerike in Karibov. Natančneje, izraz "Aravak" se je v različnih obdobjih uporabljal za ljudstvo Lokono iz Južne Amerike in ljudstvo Taíno, ki sta zgodovinsko živeli na Velikih Antilih in severnih Malih Antilih v Karibih. Vse te skupine so govorile sorodne aravaške jezike.

## Ime
Zgodnji španski raziskovalci in upravitelji so uporabljali izraza Aravaki in Karibi, da bi razlikovali karibska ljudstva, pri čemer so bili Karibi rezervirani za domorodne skupine, ki so jih imeli za sovražne, Aravaki pa za skupine, ki so jih imeli za prijateljske.

## Zgodovina
Aravaški jeziki so se morda pojavili v dolini reke Orinoko. Kasneje so se zelo razširili in postali daleč najobsežnejša jezikovna družina v Južni Ameriki v času evropskega stika, z govorci, ki so bili na različnih območjih vzdolž rek Orinoko in Amazonke ter njihovih pritokov. Skupina, ki se je identificirala kot Aravaki, znana tudi kot Lokono, je naselila obalna območja današnje Gvajane, Surinama, Grenade, Bahamov, Jamajke  in dele otokov Trinidad in Tobago. 
V nekem trenutku se je na Karibih pojavila aravaško govoreča kultura Taíno. Predstavljala sta jo dva glavna modela, ki pojasnjujeta prihod prednikov Taíno na otoke; "Krožno-karibski" model nakazuje izvor v kolumbijskih Andih, povezanih z ljudstvom Arhuako, medtem ko amazonski model podpira izvor v porečju Amazonke, kjer so se razvili aravaški jeziki. Taíno so bili med prvimi Američani, ki so se srečali z Evropejci. Krištof Kolumb je na svojem prvem potovanju leta 1492 obiskal številne otoke in poglavarstva, čemur je leta 1493 sledila ustanovitev naselbine La Navidada na otoku Hispanioli, prve stalne španske naselbine v Ameriki. Odnosi med Španci in ljudstvom Taino so se sčasoma poslabšali. Domnevno so nekateri poglavarji ljudstva Taina na nižji ravni raziskovalcem pripisali nadnaravni izvor. Ljudstvo Taino je verjelo, da so bili raziskovalci mitska bitja, povezana s podzemljem, ki so uživala človeško meso. Zato so pripadniki ljudstva Taino naselbino  La Navidad zažgali in ubili 39 mož. Obstajajo dokazi o jemanju človeških trofej in obrednem kanibalizmu vojnih ujetnikov med Aravaki in drugimi indijanskimi skupinami, kot sta Karibi in Tupinamba.
Z ustanovitvijo naselbine La Isabelle in odkritjem nahajališč zlata na otoku je število španskih naseljencev na Hispanioli začelo močno naraščati, medtem ko so bolezni in spopadi s Španci vsako leto zahtevali smrt na deset tisoče pripadnikov ljudstva Taíno. Do leta 1504 so Španci strmoglavili še zadnjega od poglavarjev Taíno na Hispanioli in vzpostavili vrhovno oblast španskih kolonistov nad zdaj podjarmljenim ljudstvom Taíno. V naslednjem desetletju so španski kolonisti izvajali genocid nad preostalimi Taíni na Hispanioli, ki so bili zasužnjeni, pobiti ali izpostavljeni boleznim. Prebivalstvo Hispaniole na točki prvega evropskega stika je ocenjeno na nekaj sto tisoč do več kot milijon ljudi, vendar je do leta 1514 padlo na zgolj 35.000. Do leta 1509 so Španci uspešno osvojili Portoriko in podjarmili približno 30.000 prebivalcev ljudstva Taíno. Do leta 1530 je na Portoriku živelo le še 1148 Taínov. 
Večina Aravakov na Antilih je po španski osvojitvi izumrla ali se med seboj poročala. V Južni Ameriki so skupine, ki govorijo aravaščino, zelo razširjene, od jugozahodne Brazilije do Gvajan na severu in predstavljajo širok spekter kultur. Najdemo jih predvsem v območjih tropskih gozdov severno od Amazonke. Tako kot pri vseh amazonskih domorodnih ljudstvih je stik z evropskimi priseljenci povzročil spremembo kulture in depopulacijo teh skupin. 

## Sodobno prebivalstvo in potomci
Španci, ki so leta 1492 prispeli na Bahame, Kubo in Hispaniolo (danes Haiti in Dominikanska republika ) in kasneje v Portoriko, so na svoje prve odprave pripeljali le malo žensk. Številni raziskovalci in zgodnji kolonisti so se križali z ženskami iz ljudstva Taíno, ki so kasneje rodile otroke mestizo ali mešane rase. Te rase vključujejo druge domorodne skupine, Špance/Evropejce in afriške sužnje, ki so jih pripeljali med atlantsko trgovino s sužnji. Skozi generacije se številni potomci mešane rase še vedno identificirajo kot Taíno ali Lokono.
V 21. stoletju ti potomci, ki štejejo približno 10.000 Lokonov, živijo predvsem na obalnih območjih Venezuele, Gvajane, Surinama in Francoske Gvajane, z dodatnimi Lokoni, ki živijo v širši regiji. Za razliko od mnogih domorodnih skupin v Južni Ameriki, prebivalstvo Lokona narašča.

## Znameniti pripadniki Aravakov
- Damon Gerard Corrie, Barbados Lokono po rodu Gvajanski Lokono, radikalni mednarodni aktivist za pravice domorodcev in ustvarjalec militantne Organizacije za obrambo domorodne demokracije/IDDO, edine obstoječe globalne vseplemenske in večrasne nevladne organizacije domorodcev.[15] Je tudi ustvarjalec edinega fonetičnega angleško-aravaškega slovarja (2021),[16] in edine obsežne knjige o kulturi Lokono-Aravakov, imenovani 'Lokono Arawaks' (2020),[17] in o tradicionalni lokono-aravaški duhovnosti v »Amazonska mitična in legendarna bitja v orlovem klanu Lokono-Aravak ustnem izročilu Gvajane«,[18] in drugo delo, ki izpodbija kolonialno različico zgodovine Barbadosa  s kljigo »Zadnje Aravaško dekle rojeno na Barbadosu - pripoved iz 17. stoletja« (2021)[19], da ob evropski naselitvi na Barbadosu ni bilo nobenih domorodcev.
- John P. Bennett (Lokono), prvi ameriški Indijanec, posvečen v anglikanskega duhovnika v Gvajani, jezikoslovec in avtor Arawak-English Dictionary (1989). [20]
- Foster Simon, umetnik, [21]
- Oswald Hussein, umetnik
- Jean La Rose, aravaški okoljevarstvenik in aktivist za pravice staroselcev v Gvajani.
- Lenox Shuman, gvajanski politik
- George Simon (Lokono), umetnik in arheolog iz Gvajane. [22]
- Tituba, prva ženska, ki je bila leta 1692 obtožena čarovništva. Za več informacij si oglejte sojenja čarovnicam v Salemu.[23]